# Кодекс Мальябекіано

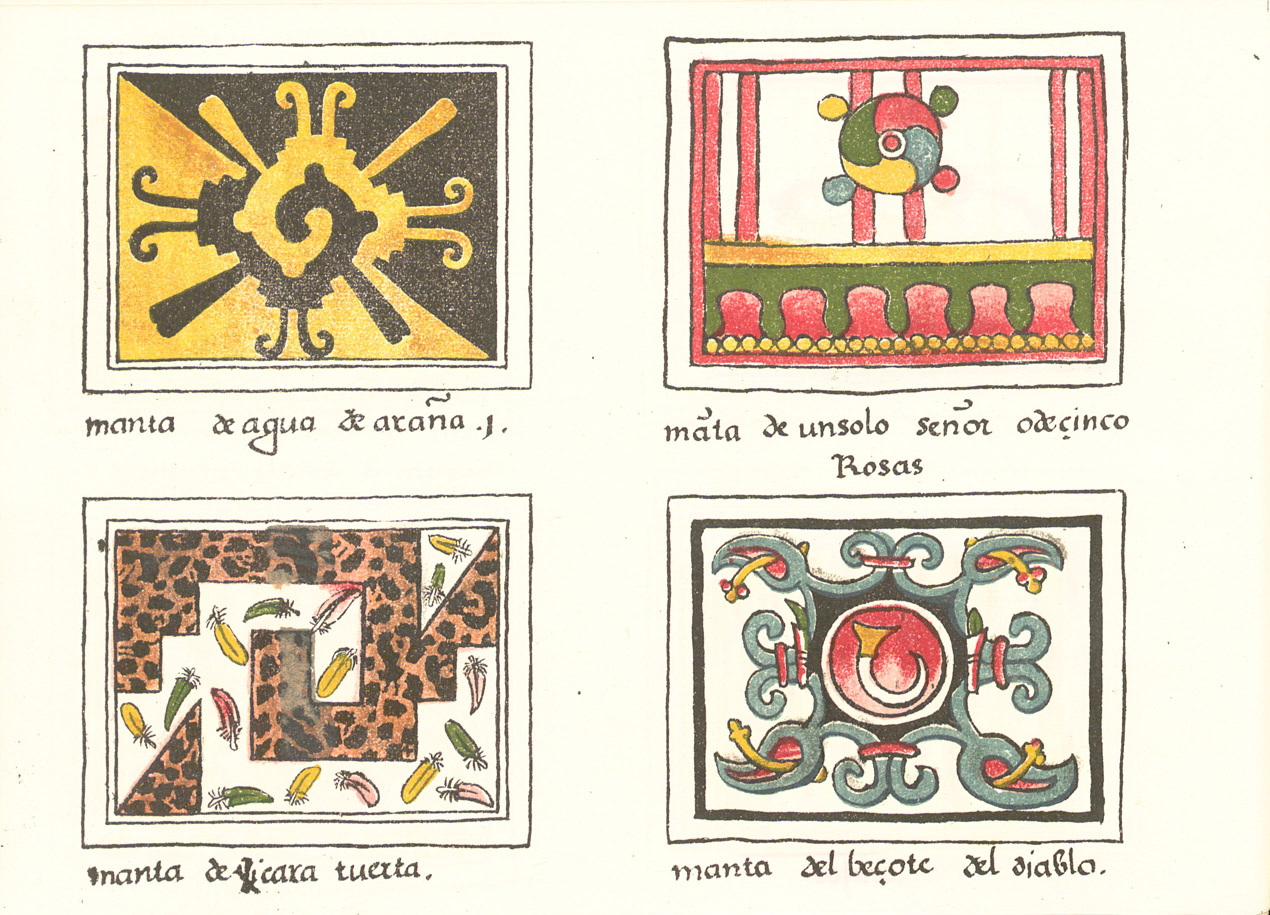
Кодекс Мальябекіано (уривок)

Кодекс Мальябекіано (Codex Magliabechiano) — один з ацеткських кодексів, що являє собою прокоментовані іспанським автором ацтекські малюнки, частково висхідні до доіспанських піктографічних текстів. Кодекс містить цінні відомості з релігії та етнографії ацтеків напередодні іспанського завоювання.

## Історія
Початкова доля рукопису невідома, але особливості водяних знаків на папері, що характерні для документів, датованих 1562–1601 роками і палеографічні особливості, на думку дослідників вказують, що його було створено у другій половині XVI століття. За останнім дослідженням близько 1460 року ацтекськими автори створили малюнковий документ, присвячений календарю та обрядам. Між 1540 і 1547 роками з нього була знята копія. До 1553/1554 року первісний документ та копія були відкоментовані двома різними іспанськими коментаторами.
За невідомих обставин цей рукопис потрапив до зібрання книг Антоніо Мальябеккі (1633–1716), італійського бібліофіла, придворного бібліотекаря великого герцога Тосканського, яке той передав у 1714 році місту Флоренція. З цього часу зберігається у Центральній Національній бібліотеці у Флоренції. Дослідження цього ілюстрованого манускрипту починається з 1890-х років. Перший публікатором була Зелія Натолл. Її дослідження було продовжені Е. Буном, Т. Андерсом і М. Янсеном, В. Хіменесом Морено, Х. Х. Баталья Росадо.

## Опис
Кодекс являє собою зшивку 10 зошитів загальним обсягом 92 аркуші розміром 15,5 на 21,5 см. Крім того, під час палітурних робіт між 1903 і 1970 роками було додано ще 3 листи.
Кодекс належить до коментованих ацтекських кодексів, які відтворюють водночас два засоби передачі інформації: піктографію ацтеків і європейське фонетичне письмо.
Малюнки, висхідні до ацтекських оригіналів, займають в Кодексі лицьові сторони 88 аркушів. Стилістичний аналіз показав, що їх виконали два художники: один — на сторінках з 3r до 5v, 53r, 54r, 56r і 57r, другий — інші. При цьому, основним ілюстратором був європеєць або отримав європейську художню освіту, оскільки, при дуже хорошій якості малюнків в цілому, він не розумів численні символічні деталі в них.
Іспанський текст створених пізніше малюнків, розміщується переважно на зворотному боці аркушів із зображеннями, зрідка коментує їх безпосередньо в сценах. Він відсутній у випадках повторення однотипних малюнків (листи 18-27), а також в кінці рукопису (листи 79-84, 86, 88-92).
Коментар виконаний двома почерками. Велика частина документа написана однією рукою, яка з невідомої причини перервала роботу на сторінці 78v, після чого рукопис потрапив іншому писареві, якому належать короткі замітки на сторінках 12r, 14v і 69v, пояснення до сцени на сторінці 85r і текст на сторінці 87v.
Дослідники відмічають невідповідність хорошої якості зображень, відмінної каліграфії та поганого рівня мови іспанського коментаря: незграбний, що рясніє помилками й невідповідностями, він залишає враження про свого автора як про малоосвічену людину або про таку, що писала чужою і не дуже добре вивченою мовою.
Аналіз вказує, що анонімний коментар був складений за життя Кортеса (до 1547 року). Цей автор добре знав мову науатль, хоча деякі вирази трактує досить поверхово і довільно. Автор іспанського коментаря вельми негативно ставиться до ацтекських звичаїв і вірувань, вибираючи і підкреслюючи в них найбільш огидні з європейської точки зору риси: ритуальні вбивства, людоїдство, статеву розбещеність. До кінця тексту нагнітання чорних фарб створює прямо-таки безпросвітну картину.

## Зміст
За змістом «Кодекс Мальябекіано» є календарно-етнографічним. Умовно його розділяють на 9 частин:
- Ритуальні шати (сторінки 2v-8v).
- Дні двадцатиденні (сторінки 11r-13v).
- Назви років п'ятдесятидворічного циклу (сторінки 14r-28r).
- Свята в 365-денному році (сторінки 28v-46r).
- «Квіткові свята» (сторінки 46v-48r).
- Божества сп'яніння (48v-59r).
- Міф про Кецалькоатля (60v-62r).
- Обряди, пов'язані з богами пекла (62v-88r).
- Війни і справи богів (88v-92r).